# Tournefortia urceolata
Tournefortia urceolata är en strävbladig växtart som beskrevs av J.S. Miller. Tournefortia urceolata ingår i släktet Tournefortia och familjen strävbladiga växter. Inga underarter finns listade i Catalogue of Life.